# Avernus Colles
Gli Avernus Colles sono una struttura geologica della superficie di Marte.